# Neven Subotić
Neven Subotić, cyr. Невен Суботић (ur. 10 grudnia 1988 w Banja Luce) – serbski piłkarz który występował na pozycji obrońcy. W latach 2009–2013 reprezentant Serbii. Większość kariery spędził w niemieckim klubie Borussia Dortmund.

## Życiorys
Dorastał w Stanach Zjednoczonych, gdzie mieszkał w latach 1999–2006. W sezonie 2006/2007 występował w rezerwach drużyny 1. FSV Mainz 05, by w maju 2007 roku zadebiutować w 1. Bundeslidze. W sezonie 2007/2008 był już podstawowym zawodnikiem drużyny, która spadła z Bundesligi. W 2008 roku przeszedł do Borussii Dortmund. W pierwszym sezonie gry w drużynie z Dortmundu został wybrany do tzw. „jedenastki” rundy jesiennej Bundesligi. W sezonie 2010/2011 wywalczył wraz z Borussią Dortmund mistrzostwo kraju.
W 2005 roku zadebiutował w kadrze USA do lat 17. W sumie zaliczył w niej 10 występów. W tym samym roku został powołany na mistrzostwa świata U-17. Rok później, w wieku 18 lat, został powołany kadry U-20, jednak z powodu konfliktu z selekcjonerem został pominięty przy ustalaniu składu na Mistrzostwa Świata U-20 2007. W 2008 roku FIFA zajęła się możliwością jego występów w reprezentacji Serbii. Piłkarz miał również do wyboru dalsze reprezentowanie Stanów Zjednoczonych, jak i grę dla Bośni i Hercegowiny, gdzie się urodził. Ostatecznie, za zgodą FIFA, Subotić zadebiutował w serbskich barwach 28 marca 2009 roku w meczu przeciwko Rumunii w Konstancy. W 2010 roku został powołany na Mistrzostwa Świata.

## Kariera klubowa

### Kariera juniorska
Mieszkając w Bradenton, uczęszczał do Edison Academy Center oraz występował w klubie Manatee Magic. 6 marca 2006 roku Subotić został zawodnikiem South Florida Bulls, klubu University of South Florida. Grał wtedy na pozycji pomocnika.

### FSV Mainz (2006–2008)
W czasie meczu kadry USA U-17 w Holandii został dostrzeżony przez agenta piłkarskiego Steve’a Kelly, który zaproponował mu możliwość gry na kontynencie europejskim. Kelly, na sugestię ze strony Suboticia o chęci gry w Niemczech, zaaranżował mu trening w klubie FSV Mainz, gdzie grał już Conor Casey, jego podopieczny. Po pozytywnej recenzji swojej osoby, Subotić w lipcu 2006 roku został piłkarzem klubu z Moguncji.
W sezonie 2006/2007 występował w rezerwach klubu, które uczestniczyły w rozgrywkach Oberligi Südwest. Rozegrał w nich 23 mecze, w których zdobył 3 gole. W pierwszej drużynie 1. FSV Mainz 05 zadebiutował 19 maja 2007 w ostatnim meczu sezonu 2006/2007 przeciwko Bayernowi Monachium (2:5). Grał wtedy przez pełne 90 minut. FSV Mainz po sezonie 2006/07 spadło do 2. Bundesligi.
Pierwszym meczem Suboticia w sezonie 2007/2008 było spotkanie z klubem VfR Wormatia Worms (6:1) w I rundzie Pucharu Niemiec. W sezonie 2007/08, Subotić wywalczył sobie miejsce w podstawowym składzie drużyny z landu Nadrenia-Palatynat. Defensywa Mainz spisywała się na tyle dobrze, że zespół ten w 34 meczach ligowych stracił 36 goli, co było najlepszym wynikiem ligi. Pierwszą bramkę w lidze dla Mainz zdobył 21 października 2007 roku w meczu z SV Wehen Wiesbaden (3:1). Gole zdobył również w meczach: z TuS Koblenz (1:1), SC Freiburg (1:1) oraz VfL Osnabrück (2:1).
Przed sezonem 2008/2009 Jürgen Klopp, ówczesny trener Mainz, został nowym szkoleniowcem Borussii Dortmund i zaraz po objęciu nowej funkcji ściągnął do swojej nowej drużyny Suboticia. Transfer kosztował drużynę z Zagłębia Ruhry 4,5 miliona euro.

### Borussia Dortmund (2008–2018)
4 czerwca 2008 roku podpisał 5-letni kontrakt z Borussią Dortmund. W klubie zadebiutował podczas meczu o Superpuchar Niemiec przeciwko Bayernowi Monachium (2:1). Pierwszą bramkę dla nowej drużyny zdobył 16 sierpnia 2008 roku w wygranym 3:2 wyjazdowym meczu z Bayerem 04 Leverkusen. Bramki zdobył również w ligowych meczach z Energie Cottbus (1:0), FC Schalke 04 (3:3), Eintrachtem Frankfurt (4:0) – dwie oraz w spotkaniu z 1. FC Köln (3:1). Swój pierwszy mecz w europejskich pucharach rozegrał 18 września 2008 roku przeciwko Udinese Calcio (0:2) w ramach eliminacji do Pucharu UEFA. Ostatecznie BVB odpadło z dalszej rywalizacji po dwumeczu z drużyną z Friuli-Wenecji Julijskiej.
W grudniu 2008 został wybrany do jedenastki rundy jesiennej Bundesligi obok takich zawodników, jak: René Adler, Lúcio, Heiko Westermann, Philipp Lahm, Tamás Hajnal, Cícero Santos, Carlos Eduardo, Franck Ribéry, czy Mladen Petrić.
W czerwcu 2009, podobnie jak Nuri Şahin, podpisał nowy kontrakt. Będzie go obowiązywał do końca sezonu 2013/2014. Pierwszym meczem Suboticia w nowym sezonie był mecz w Pucharze Niemiec przeciwko SpVgg Weiden (3:1), rozegrany 1 sierpnia 2009 roku. W sezonie 2009/2010, Subotić podobnie jak trzech innych graczy zagrał w pełnym wymiarze czasowym wszystkie 34 mecze ligowe. Strzelił w nim 3 gole, które padły w spotkaniach: z VfL Bochum, Hannoverem 96 i Werderem Brema.
Pierwszym oficjalnym meczem Nevena Suboticia w sezonie 2010/2011 był mecz w ramach Pucharu Niemiec z drużyną SV Wacker Burghausen, rozegrany 14 sierpnia 2010. BVB wygrało go 3:0. Subotić grał w nim przez 90 minut oraz zdobył bramkę po dośrodkowaniu Şahina z rzutu rożnego. W rozgrywkach Bundesligi sezonu 2010/2011 zdobył jednego gola – miało to miejsce 27 listopada w meczu z Borussią Mönchengladbach (4:1). Po zakończeniu sezonu świętował wraz z Borussią zdobycie przez nią swojego siódmego w historii mistrzostwa Niemiec.
W sezonie 2011/2012 Borussia Dortmund zdobyła po raz drugi z rzędu mistrzostwo Niemiec. 12 maja 2012 triumfowała w krajowym pucharze, po wygranej 5:2 nad Bayernem Monachium w Berlinie. Subotić rozegrał wtedy pełne 90 minut. W sumie sezon 2011/2012 zakończył z bilansem 25/0 w lidze, 4/0 w Lidze Mistrzów i 5/0 w Pucharze Niemiec.

## Kariera reprezentacyjna

### Reprezentacje Stanów Zjednoczonych U-17 i U-20
Neven Subotić został powołany przez Johna Hackwortha do kadry U-17 USA na mistrzostwa świata U-17, które we wrześniu 2005 roku odbywały się w Peru. Subotić, wtedy niespełna szesnastolatek, zagrał we wszystkich meczach fazy grupowej (z Włochami, Wybrzeżem Kości Słoniowej oraz Koreą Północną), wchodząc z ławki rezerwowej zawsze około pięć minut przed końcem meczu. W ćwierćfinałowym meczu przeciwko Holandii (0:2) grał przez pełne 90 minut. W sumie w reprezentacji U-17 Subotić wystąpił 10-krotnie.
Subotić zagrał również w dwóch meczach reprezentacji USA U-20, z Argentyną oraz Gwatemalą. Na więcej nie pozwoliła mu postawa trenera Thomasa Rongena, który skrytykował młodego piłkarza za transfer do niemieckiego klubu FSV Mainz i nie powołał go na nadchodzące Mistrzostwa Świata U-20 2007.

### Reprezentacja Serbii

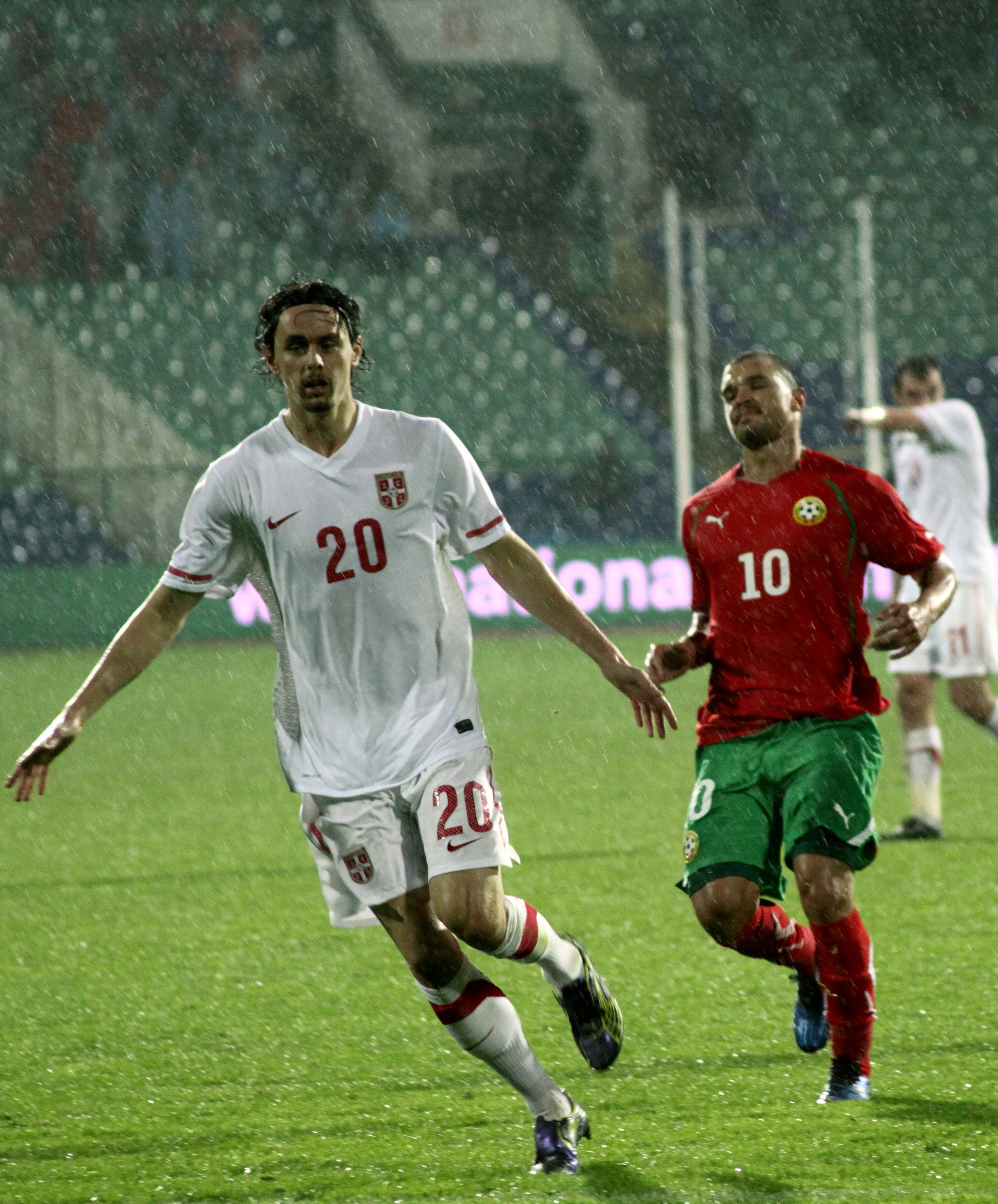
Neven Subotić, 18-11-2010

Do grudnia 2009, dnia swoich 21. urodzin, Subotić miał czas na podjęcie decyzji, którą z seniorskich kadr narodowych będzie reprezentować. Decyzję ogłosił rok wcześniej, w grudniu 2008. Jego wybór padł na reprezentację Serbii. Swoją decyzję argumentował faktem, że jego rodzice są Serbami oraz pochodzi z tego kraju. Do wyboru miał również grę dla USA, których obywatelstwo posiadał. Ofertę gry we własnych barwach narodowych złożyły mu również działacze z Niemiec, Bośni i Hercegowiny oraz Chorwacji. Serbia, Bośnia i Hercegowina oraz Chorwacja wchodziły w skład SFR Jugosławii, w której się urodził i której obywatelstwo posiadał. Grę w barwach niemieckich uniemożliwiały mu przepisy FIFA. Zezwalały one bowiem piłkarzowi, grającemu uprzednio w innej niż seniorskiej reprezentacji narodowej, na zmianę barw narodowych przed ukończeniem 21 roku życia, lecz ograniczały taki wybór do państw, których obywatelstwo on posiadał przed rozpoczęciem gry w pierwszej kadrze. Subotić natomiast nie posiadał nigdy obywatelstwa niemieckiego.
W reprezentacji Serbii zadebiutował 28 marca 2009 roku w meczu z Rumunią, który odbył się w Konstancy (3:2). Pierwszy mecz na terenie Serbii rozegrał 6 czerwca 2010 roku w meczu z Austrią. Mecz ten, który odbył się na najpojemniejszym stadionie Belgradu – Marakanie, oglądało 60 000 widzów. 10 czerwca zdobył swoją pierwszą bramkę dla reprezentacji w meczu przeciwko Wyspom Owczym (2:0). W 2010 roku został powołany na mistrzostwa świata, które odbyły się w Południowej Afryce. Zagrał na nich w dwóch meczach: z Ghaną (0:1), w którym grał od 76. minuty i Niemcami (1:0), gdzie grał w pełnym wymiarze czasowym. Ostatecznie Serbowie zajęli ostatnie miejsce w grupie i nie awansowali dalej.

## Styl gry
Na stronie internetowej Borussii Dortmund, Neven Subotić przedstawiony został jako „nowoczesny środkowy obrońca”, grający z pewnością siebie i posiadający wyjątkowe zdolności pozycjonowania, umożliwiające mu osiąganie doskonałych wyników „prawie beż żadnych sytuacji faulowych”. John Hackworth, były asystent trenera amerykańskiej kadry U-17, stwierdził, że Subotić ma odpowiednią dla gracza mentalność oraz pragnienie walki. Technicznie natomiast jest dobrym odbiorcą piłek oraz posiada odpowiedni zasięg podań.
Według komentatorów sportowych, atletycznie zbudowany piłkarz, potrafi dobrze orientować się w grze. Jego styl gry porównywalny jest do stylu Rio Ferdinanda, reprezentanta Anglii. Jego gra jest zdecydowana, szybka, cechująca się skutecznym blokowaniem przeciwnika. Jako zawodnik sprawdza się w wychodzeniu naprzód do piłki oraz wygrywa wiele pojedynków w powietrzu. Radomir Antić, trener reprezentacji Serbii, porównał jego grę do gry Fernando Hierro, byłego hiszpańskiego piłkarza.

## Statystyki
| Klub               | Liga          | Sezon   | Liga  | Liga | Puchar | Puchar | Europejskie puchary | Europejskie puchary | Suma  | Suma |
| Klub               | Liga          | Sezon   | Mecze | Gole | Mecze  | Gole   | Mecze               | Gole                | Mecze | Gole |
| ------------------ | ------------- | ------- | ----- | ---- | ------ | ------ | ------------------- | ------------------- | ----- | ---- |
| 1. FSV Mainz 05    | Bundesliga    | 2006/07 | 1     | 0    | 0      | 0      | –                   | –                   | 1     | 0    |
| 1. FSV Mainz 05    | 2. Bundesliga | 2007/08 | 33    | 4    | 1      | 0      | –                   | –                   | 34    | 4    |
| Borussia Dortmund  | Bundesliga    | 2008/09 | 33    | 6    | 3      | 0      | 2                   | 0                   | 38    | 6    |
| Borussia Dortmund  | Bundesliga    | 2009/10 | 34    | 3    | 3      | 0      | –                   | –                   | 37    | 3    |
| Borussia Dortmund  | Bundesliga    | 2010/11 | 31    | 1    | 2      | 1      | 8                   | 1                   | 41    | 3    |
| Borussia Dortmund  | Bundesliga    | 2011/12 | 25    | 0    | 5      | 0      | 4                   | 0                   | 34    | 0    |
| Borussia Dortmund  | Bundesliga    | 2012/13 | 25    | 3    | 5      | 0      | 11                  | 0                   | 41    | 3    |
| Borussia Dortmund  | Bundesliga    | 2013/14 | 10    | 0    | 2      | 0      | 4                   | 0                   | 16    | 0    |
| Borussia Dortmund  | Bundesliga    | 2014/15 | 28    | 2    | 5      | 1      | 7                   | 0                   | 40    | 3    |
| Borussia Dortmund  | Bundesliga    | 2015/16 | 6     | 0    | 0      | 0      | 5                   | 0                   | 11    | 0    |
| 1. FC Köln         | Bundesliga    | 2016/17 | 12    | 0    | 0      | 0      | –                   | –                   | 12    | 0    |
| Borussia Dortmund  | Bundesliga    | 2017/18 | 4     | 0    | 0      | 0      | 1                   | 0                   | 5     | 0    |
| AS Saint-Étienne   | Ligue 1       | 2017/18 | 16    | 2    | 0      | 0      | –                   | –                   | 16    | 2    |
| AS Saint-Étienne   | Ligue 1       | 2018/19 | 26    | 1    | 2      | 0      | –                   | –                   | 28    | 1    |
| 1. FC Union Berlin | Bundesliga    | 2019/20 | 23    | 1    | 0      | 0      | –                   | –                   | 23    | 1    |
| Suma               | Suma          | Suma    | 307   | 23   | 28     | 2      | 42                  | 1                   | 377   | 26   |

- Źródło: Neven Subotic, [w:] baza Transfermarkt (zawodnicy) [dostęp 2016-05-20].

## Życie prywatne
Neven Subotić urodził się 10 grudnia 1988 roku w Banja Luce w ówczesnej SFR Jugosławii, w rodzinie Serbów, jako syn Željka i Svietlany. W 1990 roku, niedługo przed rozpadem Jugosławii, gdy Subotić miał 18 miesięcy, jego rodzina uciekła z Bośni do niemieckiego miasteczka Schömberg. Gdy w 1992 w Bośni wybuchła wojna rodzina otrzymała status uchodźców. Zamieszkała na poddaszu siedziby lokalnego klubu piłkarskiego, do którego dołączył jego ojciec, grający w piłkę nożną już wcześniej w byłej Jugosławii. Subotić interesował się tą dyscypliną od najmłodszych lat, grając razem z ojcem bądź obserwując jego grę. W wieku 7 lat po raz pierwszy zagrał w barwach klubowych, w lokalnym TSV Schwarzenberg.
Gdy w 1999 rodzinie Suboticia wygasło pozwolenie na pobyt w Niemczech, stanęła ona przed perspektywą powrotu do ojczyzny, wciąż zmagającej się ze skutkami wojny. Suboticiowie zdecydowali się jednak wyjechać do Stanów Zjednoczonych. Osiedlili się w Salt Lake City w stanie Utah, gdzie mieszkał już kuzyn ze strony ojca. Neven Subotić, który w czasie edukacji w Niemczech uczył się języka angielskiego, w ciągu trzech miesięcy potrafił go na tyle opanować, by móc się nim już płynnie posługiwać. W tamtym czasie grał w młodzieżowych zespołach Sparta Gold i Impact Black.
Półtora roku po przyjeździe do USA, Suboticiowie ponownie zmienili miejsce zamieszkania. Przeprowadzili się tym razem do Bradenton na Florydzie. Jego siostra, Natalija, miała tam lepsze warunki do trenowania tenisa – uczęszczała do szkoły tenisowej Nicka Bollettieri, która znajdowała się w IMG Academies. W tym samym miejscu mieściła się również baza treningowa reprezentacji Stanów Zjednoczonych do lat 17. Subotić, którego rodzina zamieszkała naprzeciw akademii, mógł wraz z ojcem trenować w pobliskim parku G.T. Bray Park. W czasie jednego z takich treningów został wypatrzony przez Keitha Fulka, asystenta trenera reprezentacji USA do lat 17. Fulk przedstawił się ojcu Suboticia, który opowiedział mu historię swojej rodziny i to, że stara się o amerykańskie obywatelstwo. Następnie przedstawił chłopca trenerowi, który zaprosił go na trening. Umiejętności Suboticia poskutkowały zaoferowaniem mu miejsca w programie szkoleniowym reprezentacji do lat 17. Otworzyło mu to drogę do doskonalenia swojej gry i doprowadziło wkrótce do przyznania mu obywatelstwa Stanów Zjednoczonych.

## Odznaczenia
- Medal Zasługi Orderu Zasługi Republiki Federalnej Niemiec (2022)[37]